# Grande Prémio de Portugal (ciclismo)
O Grande Prémio de Portugal (oficialmente: Grand Prix du Portugal) foi uma competição ciclista profissional por etapas que se disputava em Portugal, o último fim de semana do mês de março.
Começou a disputar-se em 2007 fazendo parte do UCI Europe Tour, dentro da categoria 2.Ncup (última categoria do profissionalismo pontuável para a Taça das Nações UCI criada nesse mesmo ano) com o nome de Grande Prêmio de Portugal. Já na sua última edição, em 2010, mudou de denominação passando a chamar oficialmente Troféu Cidade da Guarda-GP Portugal.
Sempre teve três etapas.
Esteve organizada por Lagos Sports.

## Palmarés
| Ano  | Ganhador        | Segundo         | Terceiro          |
| ---- | --------------- | --------------- | ----------------- |
| 2007 | Vitor Rodrigues | Tiago Machado   | Gašper Švab       |
| 2008 | Vitor Rodrigues | Anthony Roux    | Rein Taaramäe     |
| 2009 | Sergio Henao    | Ricardo Vilela  | Rasmus Guldhammer |
| 2010 | Tom Dumoulin    | Nélson Oliveira | Gregory Brenes    |

## Palmarés por países
| País          | Vitórias |
| ------------- | -------- |
| Portugal      | 2        |
| Colômbia      | 1        |
| Países Baixos | 1        |